# Elektronska publikacija
EPUB (енгл. electronic publication prevod elektronska publikacija, ePUB, ePub, Epub ili epub) je besplatan i otvoren e-book standard prema International Digital Publishing Forumu (IDPF). Fajlovi imaju ekstenziju .epub.
EPub je dizajniran za reflowable sadržaj, što znači da čitalac ePub sadržaja može optimizovati tekst za određeni tip prikaza u zavisnosti od uređaja. EPub takođe podržava sadržaj fiksnog izgleda. Format je osmišljen da se koristi kao jedinstveni format koji izdavači I EPUB izdavastva mogu koristiti u sopstvenoj kompaniji, kao i za distribuciju i prodaju.  On je zamenio  Open eBook standard.

## Istorija
EPUB je postao zvanični standard International Digital Publishing Forum u septembru 2007, zamenjujući stari Open eBook standard.
U avgustu 2009. IDPF je najavio da će početi rad na zadacima održavanja EPUB standarda. Dva opšta cilja definisale su rad ove grupe: jedan set aktivnosti reguliše održavanje postojećih EPUB standarda (tj.OCF, OPF i OPS), dok je drugi skup aktivnosti upućivao na potrebu da standardi budu ažurirani i savremeni.  Od radne grupe se očekivalo da bude aktivna tokom 2010.,i da objavljuje ažurirane standard tokom njenog postojanja. 6. aprila 2010. objavljeno je da će ova radna grupa dovršiti svoje ažuriranje aprila 2010. Rezultat je trebalo da bude kraća revizija EPUB 2.0.1 koja:"  ispravlja greške I nedoslednosti i ne menja funkcionalnost". 2. jula 2010, nacrti standarda verzije 2.0.1. su se pojavili na IDPF websajtu.
6. aprila 2010, objavljeno je da  će se ova radna grupa okupiti da bi izvršila reviziju EPUB specifikacije.
U nacrtu pravilnika radne grupe identifikovano je 14 glavnih problema, kojima će se grupa baviti. Grupa je okupljena tokom maja meseca 2011, i zakazano je da preda konačni nacrt 15. maja 2011. Inicijalni nacrt urednika  za EPUB3 je bio objavljen 12. novembra 2010, a prvi javni nacrt je objavljen 15. februara 2011. 23. maja 2011, IDPF je podneo svoju predloženu specifikaciju na konačnu reviziju. 10. oktobra 2011. IDPF je objavio da su njegovi članovi odobrili EPUB3 kao konačnu preporučenu specifikaciju.
U septembru 2012.ISO/IEC JTC1/SC34 je ponovo uspostavio  AD Hoc Group na EPUBuna IDPF da pipremi stvaranje zajedničke radne grupe JWG za EPUB. EPUB3 će biti dostavljen kao nacrt tehničke specifikacije korejskom nacionalnom telu.

#### Verzija 3.0
EPUB 3.0 preporučena specifikacija je odobrena 11.10.2011. EPUB 3.0 zamenjuje prethodnu verziju 2.0.1 EPUB. Detaljan opis I razlika između 3.0 i 2.0.1 može se naći na sajtu IDPF.
EPUB3 sastoji se od 4 grupe specifikacija:
1. EPUB publikacije 3.0, koja definiše semantiku na nivou publikacije I glavne zahteve za usaglašavanje EPUB publikacije
2. EPUB dokumentovani sadržaji 3.0, koji definišu  XHTML, SVG i CSS profile za upotrebu u kontekstu EPUB publikacija.
3. EPUB otvoreni formati (OCF) 3.0 koji definišu format  fajla I modela koji je u obradi za enkapsulaciju grupe povezanih resursa u jedan zipovan fajl EPUB sadržaja.
4. EPUB efekti preklapanja medija 3.0, koji definišu format fajla i modela koji je u obradi za sinhronizaciju teksta i zvuka.

Format EPUB 3.0 ima za cilj da se pozabavi  sledećim kritikama:
- Dok je s jedne strane dobar za knjige orijentisane na tekst, EPUB može biti neprikladan za publikacije koje zahtevaju precizan layout ili specijalizovano formatiranje, kao što su stripovi. Ipak, bilo je kritika na račun toga što pokušava da reši već rešen problem, umesto da se bavi još uvek nerešenim problemima.
- Važna stavka koja ometa korišćenje EPUB kod većine tehničkih publikacija jeste nedostatak podrške za jednačine formatirane kao MathML. One su trenutno uključene kao bitmap ili SVG slike i onemogućavaju pravilno rukovanje screen readerima i interakciju sa kompjuterskim algebarskim sistemima. Podrška za MathML je uključena u specifikaciju EPUB 3.0.

Ostale kritike EPUB-a se odnose na nedostatak detalja prilikom povezivanjana, izmedju ili u okviru EPUB knjige, kao I na nedostatak specifikacije za komentare I beleške. Takvo povezivanje je otežano korišćenjem ZIP datoteke kao nosioca EPUB-a. Osim toga, nejasno je da li bi bilo bolje da se povezivanje vrši pomoću internih EPUB-ovih strukturalnih naznaka( OPF specifikacija koja je gore pomenuta)ili direktno na datoteke kroz strukturu ZIP datoteke. Nedostatak standardizovanog načina unosa beleški I komentara kod  EPUB knjiga može dovesti do teškoća prilikom deljenja I prenosa beležaka I samim tim može ograničiti upotrebu EPUB-a, posebno u obrazovne svrhe, zato sto ne može da obezbedi nivo interaktivnosti kao mreža.

## Menadžment digitalnih prava
EPUB datoteka opciono može da sardži DRM kao dodatni sloj ali to nije uvek obavezno po specifikacijama. Pored toga specifikacija ne imenuje neki poseban DRM sistem koji koristi tako izdavači mogu izabrati šemu po svom ukusu.
EPUB specifikacija ne sprovodiilipredlažeodređenu DRM šemu. Ovo bi moglo da utiče na nivo podrške za razne DRM sisteme na uređajima iprenosivostkupljenihknjiga.